# 聖家族 (ムリーリョ)
『聖家族』（せいかぞく、仏: La Sainte Famille, 英: The Holy Family）、または『セビーリャの聖母』（セビーリャのせいぼ、仏: La Vierge de Séville, 英: The Seville Virgin）は、スペインのバロック絵画の巨匠バルトロメ・エステバン・ムリーリョが1665–1670年にキャンバス上に油彩で制作した絵画である。「Bartholom. Murillo F.Hispal」という画家の署名が記されている。1786年にフランス王ルイ16世により購入され、現在、パリのルーヴル美術館に所蔵されている。

## 作品
ムリーリョは生涯セビーリャで暮らし、制作した絵画のほとんどすべてがこの町の教会や修道院のためのものであった。1665年からは1670年にかけては、セビーリャのカプチン会修道院の仕事で多忙であったが、本作は様式的に見て、おそらくそのころの作品であると考えられる。サイズから判断すると、祭壇画の一部であった可能性が高い。とはいえ、依頼者が誰であったか、制作年がいつであったのかは不明である。

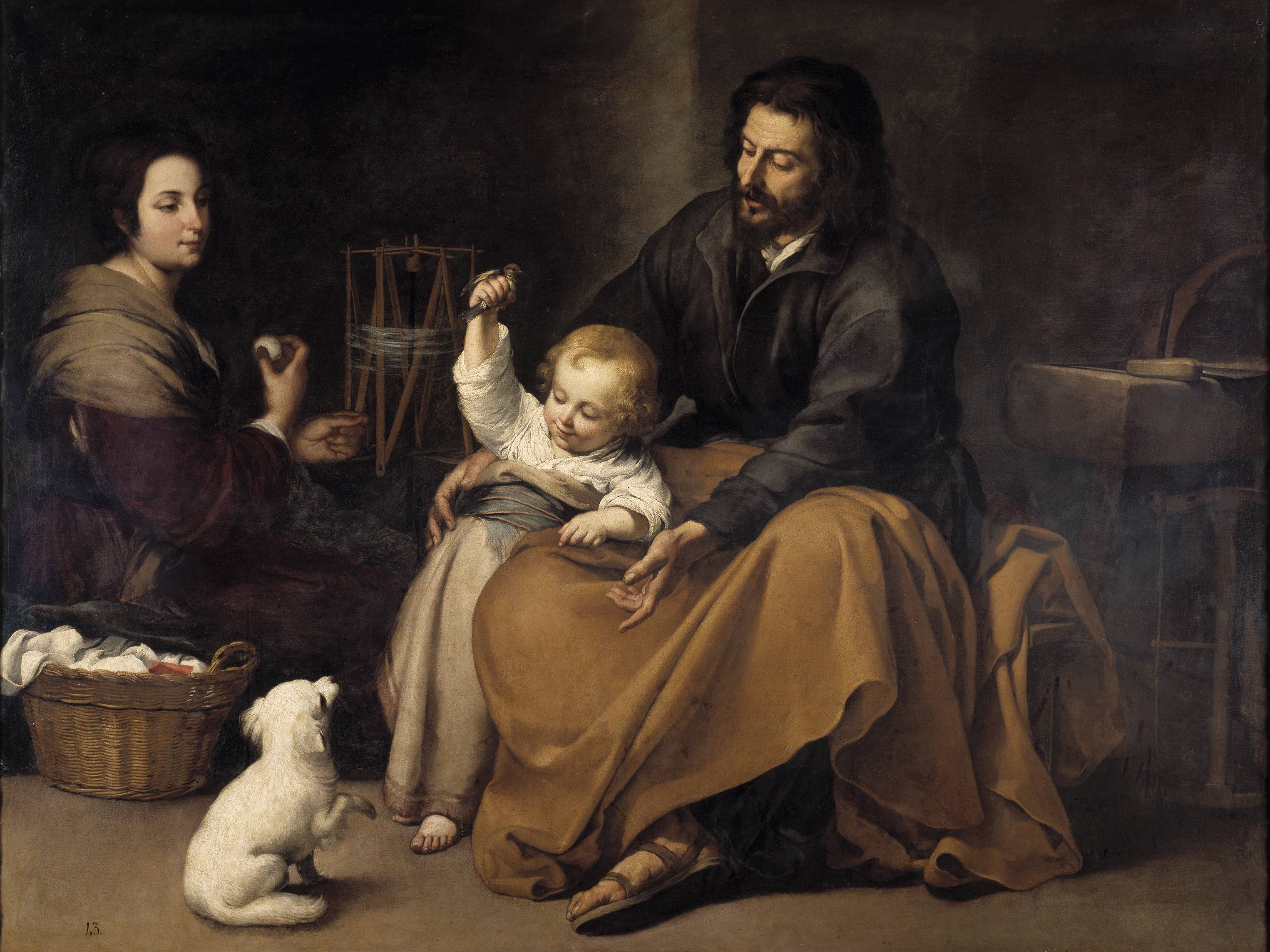
ムリーリョ『小鳥のいる聖家族』 (1650年ごろ)、プラド美術館、マドリード

画面中央には、聖母マリアとその膝の上に立つ幼子イエス・キリストが表されている。幼い洗礼者ヨハネは母親のエリサベトに支えられて、イエスに葦の十字架を差し出している。この十字架は後のイエスの磔刑を予兆するものである。ヨハネが左手に持つ旗には「見よ、神の子羊」という言葉が記されており、その前の子羊は人類のための来たるべきイエスの犠牲を象徴している。画面上部では、父なる神が天使やハトの姿をした聖霊を伴い、雲の中から下の情景を見下ろしている。神、聖霊、イエスは三位一体を表す。
以前のムリーリョの聖家族図とは異なり、本作にはイエスの養父である聖ヨセフが登場していない。その代わりにヨハネとエリサベトがイエスを崇拝している姿を描き、イエスの神とのつながりやイエスによる人間の罪の贖いが強調されている。